# بونزانو رومانو
بونزانو رومانو هي كومونا في مدينة روما العاصمة في منطقة لاتيوم الإيطالية، وتقع على بعد حوالي 40 كيلومتر (25 ميل) شمال روما . و في 31 ديسمبر 2004 ، كان عدد سكانها 1061 نسمة ومساحتها 19.3 كيلومتر مربع (7.5 ميل2) . 
تقع بونزانو رومانو على حدود البلديات التالية: شيفيتا كاستيلانا وتشفيتيلا سان باولو وكوليفيتشيو وفيلاتشيانو وفورانو ونازانو وسانت أوريستي و ستيميجليانو .